# Rasim Ojagov
Rasim Ojagov (en azerí: Rasim Ocaqov) fue director de cine, guionista y director de fotografía de Azerbaiyán, Artista del Pueblo de la RSS de Azerbaiyán.

## Biografía

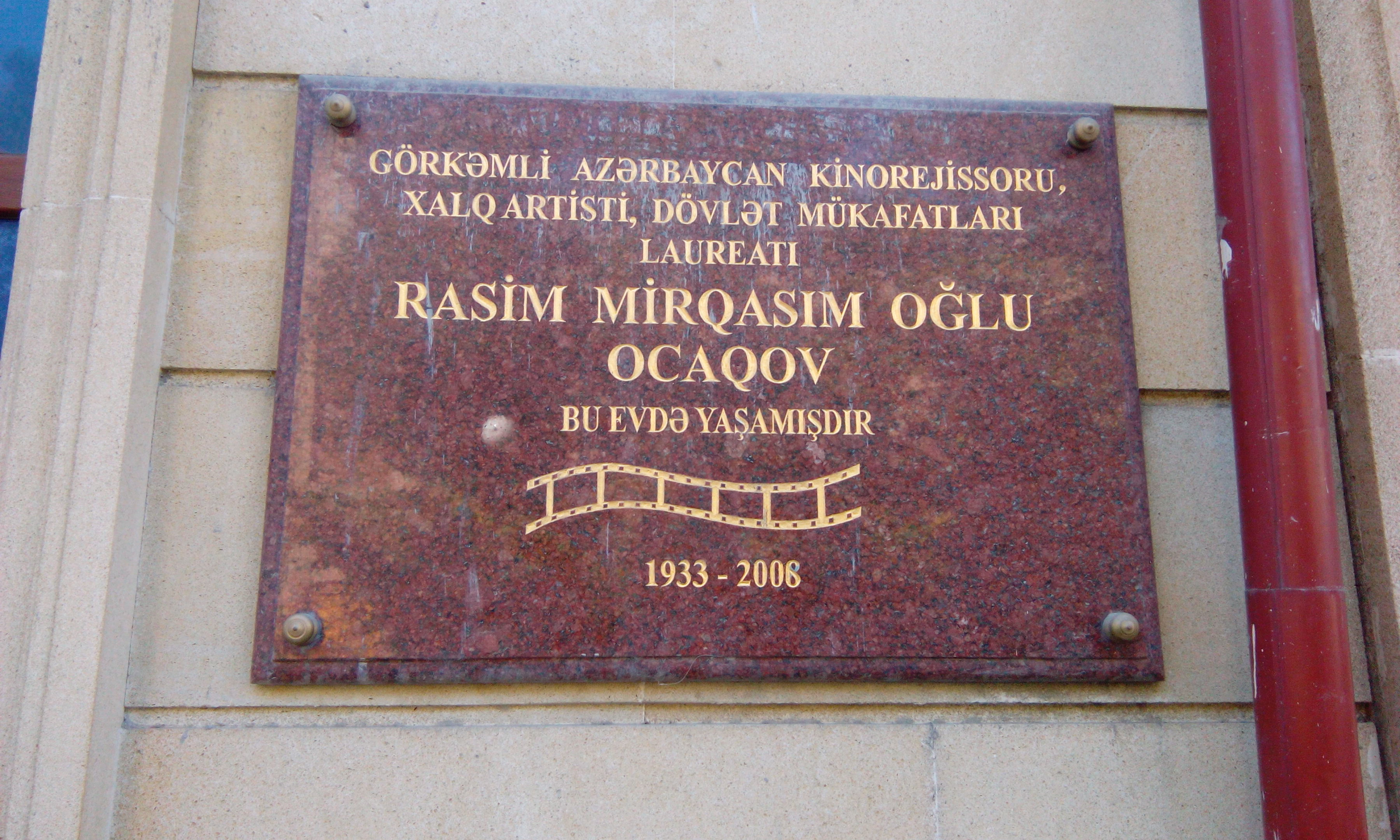
La placa conmemorativa de Rasim Ojagov en Şəki.

Rasim Ojagov nació el 22 de noviembre de 1933 en Şəki. En 1951-1956 estudió en la Universidad Panrusa Guerásimov de Cinematografía. En 1965 se graduó en la facultad de director de cine de la Universidad Estatal de Cultura y Arte de Azerbaiyán. 
En los años 1950 Rasim Ojagov comenzó a su carrera profesional. En 1956 trabajó como operador de cámara y  en 1973 como director de cine en la compañía de producción de cine, Azerbaijanfilm.  La película “Su gran corazón” fue la primera obra de Rasim Ojagov. En 1964 fue galardonado con el título “Artista de Honor de República Autónoma Socialista Soviética de Chechenia-Ingusetia”, en 1982 con el título “Artista del Pueblo de la RSS de Azerbaiyán”.
Rasim Ojagov murió el 11 de julio de 2006 en Bakú y fue enterrado en el Callejón de Honor.

## Filmografía
- 1958 -	“Su  gran corazón”
- 1961 -	“Nuestra calle”
- 1966 -	“¿Por qué eres silencioso?”
- 1969 - “En la ciudad del sur”
- 1971 -	“La entrevista principal”
- 1973 -	“El primer día de vida”
- 1974 -	“El vengador de Ganjabasar”
- 1977 -	“Cumpleaños”
- 1979 -	“Interrogatorio”
- 1981 -	“Detrás de la puerta cerrada”
- 1983 -	“El parque”
- 1987 -	“La otra vida”
- 1990 -	“Siete días después de asesinato”
- 1995 -	“Tahmina”
- 1998 -	“La habitación de hotel”

## Premios y títulos
- Artista de Honor de la RSS de Azerbaiyán (1967)
- Premio Estatal de la RSS de Azerbaiyán (1980)
- Premio Estatal de la Unión Soviética (1981)
- Artista del Pueblo de la RSS de Azerbaiyán (1982)
- Orden Shohrat